# Энкефалины

Структурная формула мет-энкефалина

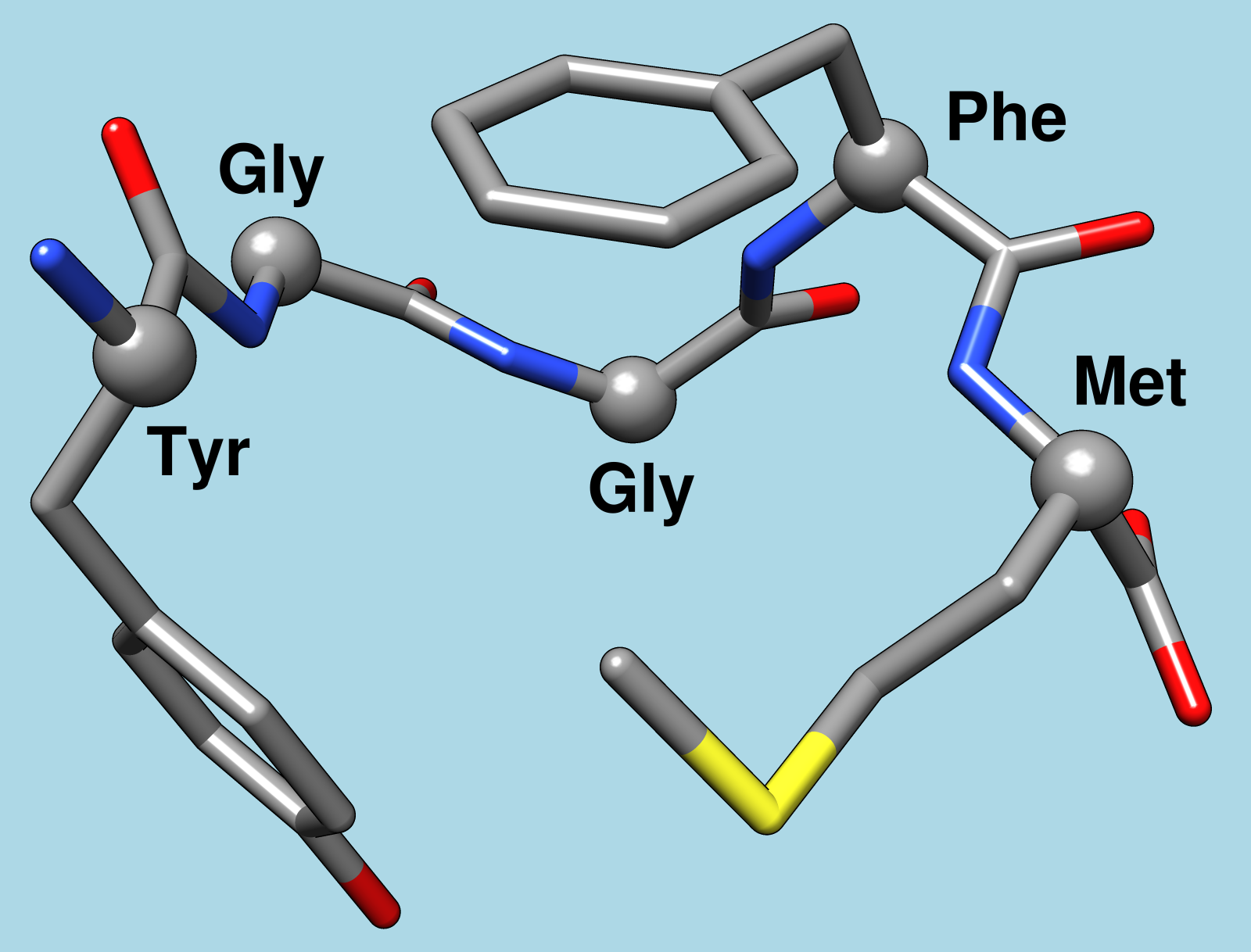
Трехмерная структура молекулы мет-энкефалина

Энкефали́ны — группа органических веществ, разновидность нейропептидов — опиоидные пептиды, обладающие морфиноподобным действием.

## Описание
Энкефалины представляют собой олигопептиды, то есть короткие (сравнительно с молекулами белков) цепочки аминокислот. Встречаются пептиды с цепочками от 5 до 11 аминокислот.
Энкефалины вырабатываются небольшими нейронами и наряду с гамма-аминомасляной кислотой (ГАМК) участвуют в регуляции болевых ощущений, но в отличие от ГАМК они воздействуют на опиоидные рецепторы аксона, препятствуя передаче болевых импульсов от сенсорного нейрона спинномозгового ганглия в проводящий нейрон заднего рога соответствующего отдела спинного мозга.
Энкефалины впервые были выделены из головного мозга животных в 1975 году. В живых организмах эти соединения образуются при отщеплении фрагментов от более крупных белков-предшественников.
Известны лей-энкефалин (аминокислотная последовательность Tyr—Gly—Gly—Phe—Leu) и мет-энкефалин (аминокислотная последовательность Tyr—Gly—Gly—Phe—Met).